# Dêrik
Dêrik (arabe: Al Mālikiya, em siríaco:  ܕܪܝܟ  , Dayrik) é uma capital de distrito localizada na província de Al-Hasaka na Síria. A cidade é habitada por curdos, assírios, cristãos siríacos, árabes e armênios.

## Apresentação
Este distrito constitui o canto nordeste do país. O Tigre forma a fronteira entre a Síria, a Turquia e o Iraque. A população é bastante diversificada, como é geralmente o caso na província de Al-Hasaka. É composto por arameus, árabes, curdos e armênios. A população era de 26.311 no censo de 2004.
Al-Malikiyah, cujo nome vem de um oficial do exército sírio Adnan al-Malki, também é chamado de Dayrik em siríaco. Os ex-ocupantes da cidade são arameus, cujos ancestrais viveram em aldeias turcas e que fugiram após a Primeira Guerra Mundial
A parte norte da cidade é habitada por curdos muçulmanos e a parte sul por cristãos. A cidade é um centro comercial normalmente frequentado pelos habitantes das vilas e cidades vizinhas. Dêrik tem se beneficiado nos últimos anos de um desenvolvimento urbano e imobiliário significativo.

## Galeria

Nova Igreja Ortodoxa Siríaca - Main Street
Cúpula da nova igreja
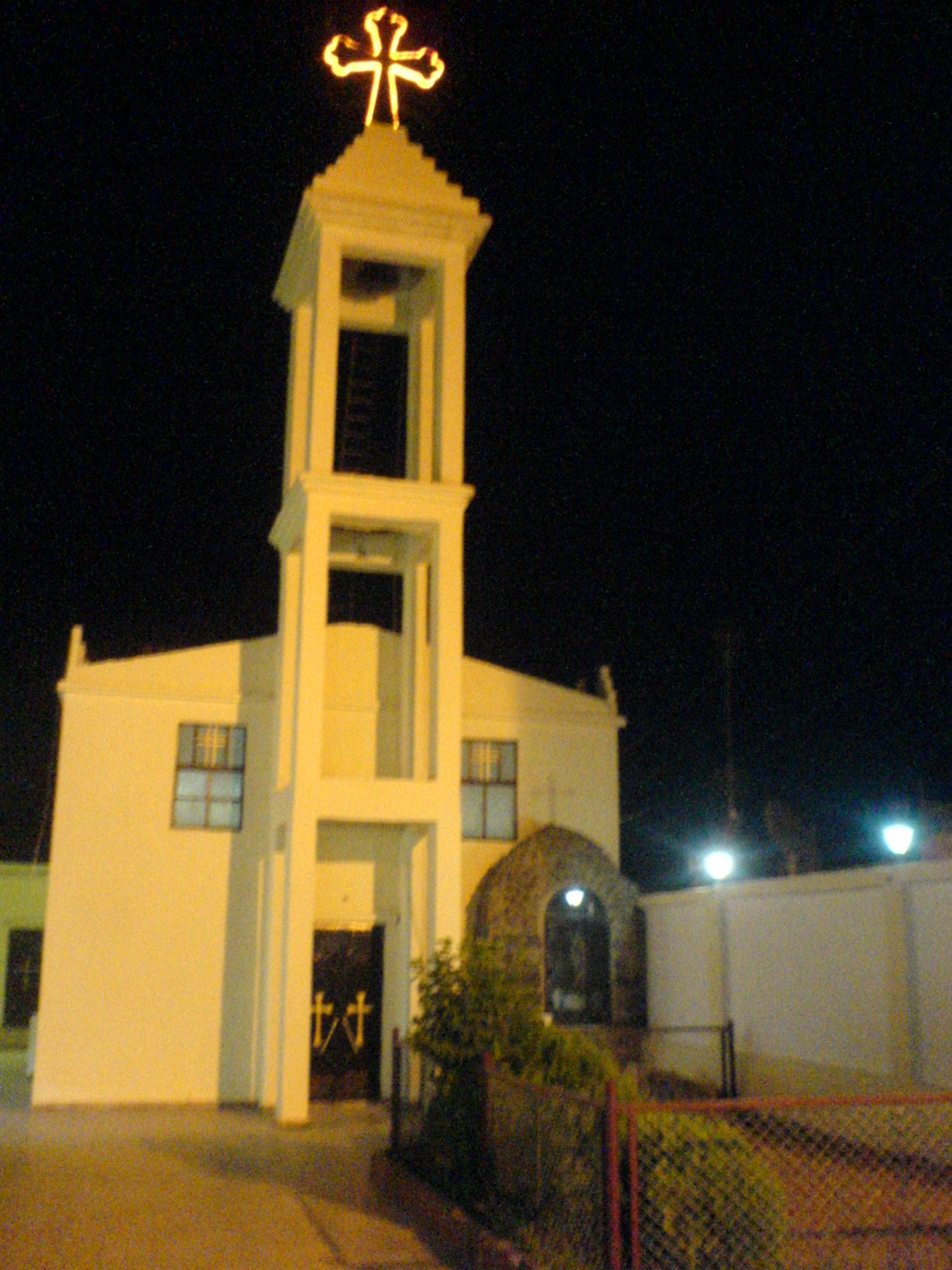
A Igreja Caldéia
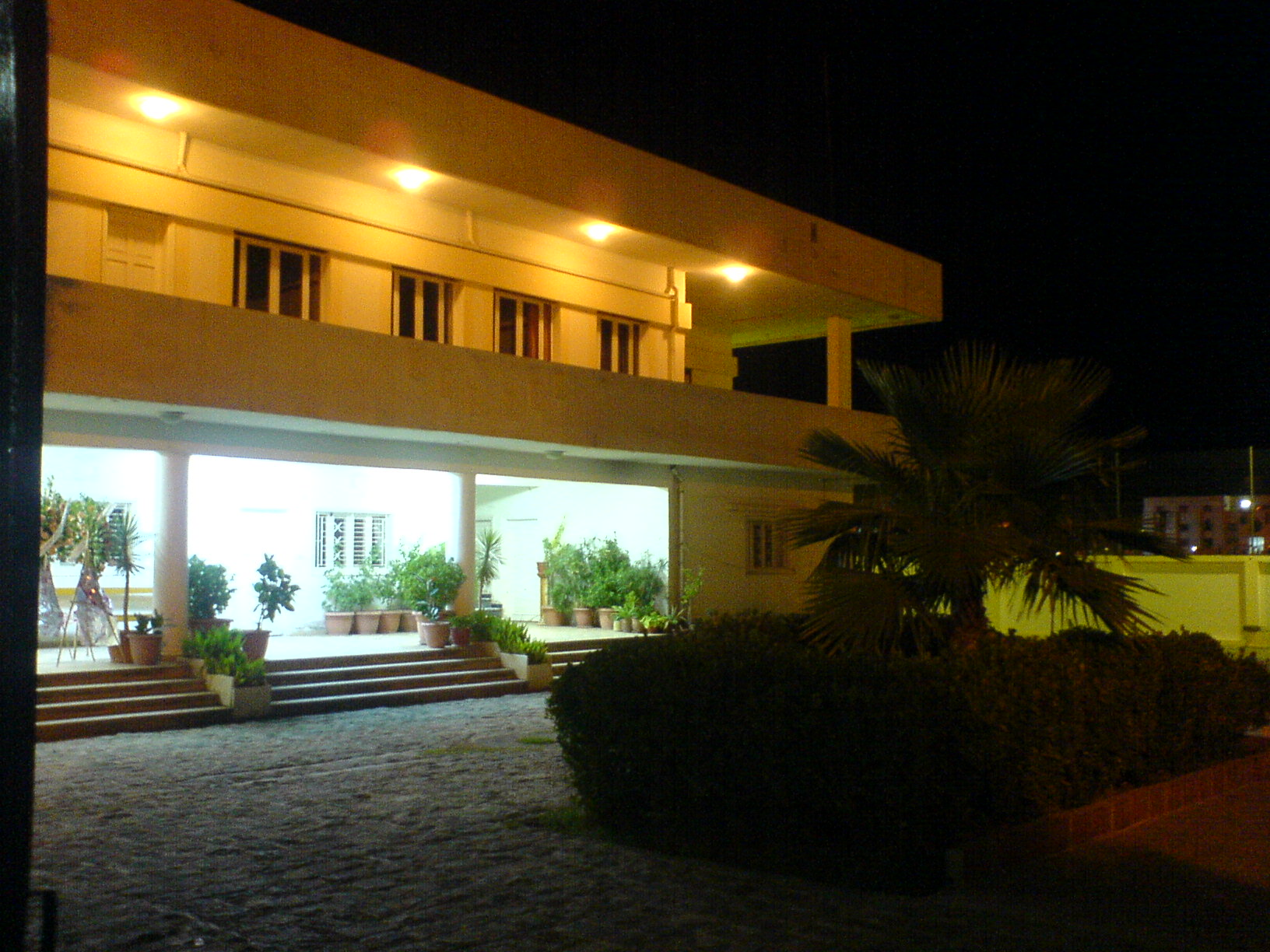
A igreja caldéia e uma escola
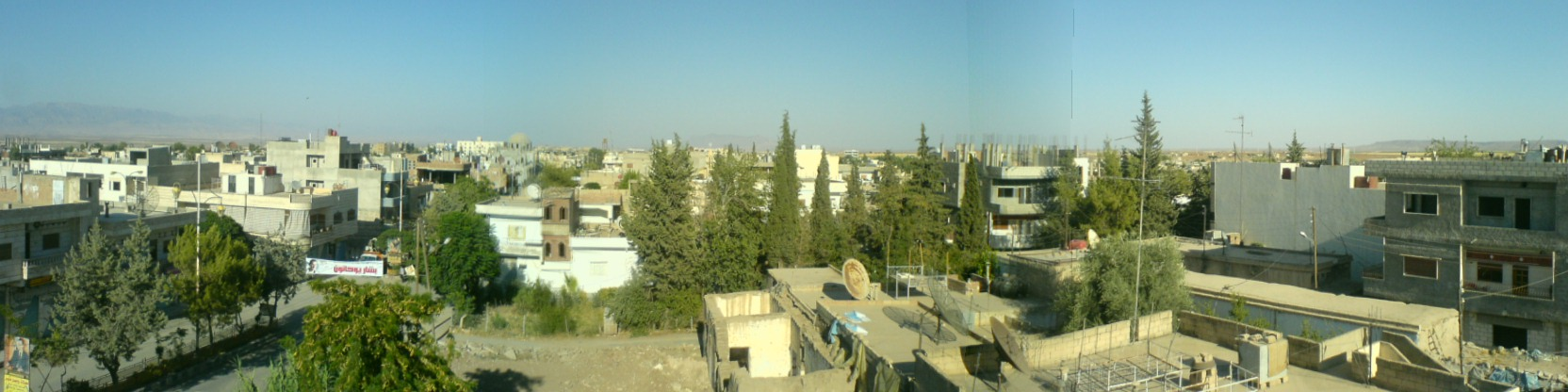
Vista leste